# Liste der denkmalgeschützten Objekte in Hirschbach im Mühlkreis
Die Liste der denkmalgeschützten Objekte in Hirschbach im Mühlkreis enthält die 5 denkmalgeschützten, unbeweglichen Objekte in Hirschbach im Mühlkreis in Österreich.

## Denkmäler
| Foto |                 | Denkmal                                                               | Standort                                                | Beschreibung | Metadaten |
| ---- | --------------- | --------------------------------------------------------------------- | ------------------------------------------------------- | --- | --- |
| ja   | Datei hochladen | Kath. Pfarrkirche Mariae Himmelfahrt HERIS-ID: 20594 Objekt-ID: 16898 | Hirschbach im Mühlkreis Standort KG: Hirschbach         | Der aktuelle Bau wurde zwischen 1480 und 1490 als spätgotische, imposante Landkirche errichtet. Im nördlichen Chorwinkel ragt der 25 Meter hohe Turm empor, allein dessen Keildach ist 15 Meter hoch. Das dreischiffige, fünfjochige Langhaus ist 18 Meter lang, 13 Meter und in der Mitte 9 Meter hoch. Das Mittelschiff deckt ein Netzrippengewölbe, die beiden Seitenschiffe tragen steigende Kreuzrippengewölbe. | BDA-Hist.: Q1541194 Status: § 2a Stand der BDA-Liste: 2025-06-30 Name: Kath. Pfarrkirche Mariae Himmelfahrt GstNr.: .3 Parish Church Hirschbach  |
| ja   | Datei hochladen | Hl. Johannes Nepomuk-Kapelle HERIS-ID: 20601 Objekt-ID: 16905         | neben Hirschbach im Mühlkreis 4 Standort KG: Hirschbach | Steht seit dem 19. Jahrhundert gegenüber der Kirche und zeigt ein Bildnis des Hl. Johannes Nepomuk. | BDA-Hist.: Q37855100 Status: § 2a Stand der BDA-Liste: 2025-06-30 Name: Hl. Johannes Nepomuk-Kapelle GstNr.: 33/3                                |
| ja   | Datei hochladen | Pfarrhof HERIS-ID: 20597 Objekt-ID: 16901                             | Pfarrgraben 6 Standort KG: Hirschbach                   | Das Ende des 17. Jahrhunderts erbaute Haus liegt westlich der Kirche. Das zweigeschoßige Haus trägt ein Schopfwalmdach und hat im Inneren Stichkappentonnen, Kreuzgratgewölbe und Holzdecken. | BDA-Hist.: Q37855077 Status: § 2a Stand der BDA-Liste: 2025-06-30 Name: Pfarrhof GstNr.: .1                                                      |
| ja   | Datei hochladen | Bauernmöbelmuseum HERIS-ID: 20666 Objekt-ID: 16970                    | Museumsweg 7 Standort KG: Hirschbach                    | 1362 wurde das Gebäude als Edlmühle zum ersten Mal urkundlich erwähnt. Bis 1920 lief der Mühlenbetrieb, seit 1992 ein Museum. Das zweigeschoßige Gebäude hat Wandmalereien und beherbergt im Inneren eine Sammlung von Bauernmöbel aus den Jahren 1780 bis 1860. | BDA-Hist.: Q37855162 Status: § 2a Stand der BDA-Liste: 2025-06-30 Name: Bauernmöbelmuseum GstNr.: .22 Bauernmöbelmuseum, Hirschbach im Mühlkreis |
| ja   | Datei hochladen | Zülow-Haus und Teile des Inventars HERIS-ID: 20662 Objekt-ID: 16966   | Unterhirschgraben 16 Standort KG: Hirschbach            | Wohnhaus des Malers Franz von Zülow ab 1929. Das eingeschoßige Haus hat ein Satteldach. Die Ausstattung erfolgte nach dem Entwurf des Malers. | BDA-Hist.: Q37855151 Status: Bescheid Stand der BDA-Liste: 2025-06-30 Name: Zülow-Haus und Teile des Inventars GstNr.: .150                      |